# Championnat de Turquie féminin de basket-ball
Le championnat de Turquie de basket-ball féminin, (en turc : Türkiye Kadınlar Basketbol Ligi ou TKBL), est une compétition de basket-ball qui représente en Turquie le sommet de la hiérarchie du basket-ball féminin. Elle est organisée par la Fédération de Turquie de basket-ball. La seconde division turque est la TKBL 2.
Le championnat de Turquie de basket-ball féminin existe depuis 1980.
Ce championnat regroupe les quatorze meilleures équipes turques. Elles se rencontrent chacune à deux reprises (un match à domicile et un match à l'extérieur). À l'issue de la saison régulière, les huit premiers s'affrontent lors des playoffs. Les quarts de finale se disputent au meilleur des trois matchs, demi-finale et la finale se disputent au meilleur des cinq matchs. Le vainqueur de ces playoffs est désigné champion de Turquie. Le dernier de la saison régulière est relégué en TKBL 2.

## Palmarès
- 1980-1981 ODTÜ Ankara
- 1981-1982 ODTÜ Ankara
- 1982-1983 ODTÜ Ankara
- 1983-1984 Beşiktaş Istanbul
- 1984-1985 Beşiktaş Istanbul
- 1985-1986 MTA
- 1960-1987 MTA
- 1987-1988 Galatasaray Istanbul
- 1988-1989 İÜSBK
- 1989-1990 Galatasaray Istanbul
- 1990-1991 Galatasaray Istanbul
- 1991-1992 Galatasaray Istanbul
- 1992-1993 Galatasaray Istanbul
- 1993-1994 Galatasaray Istanbul
- 1994-1995 Galatasaray Istanbul
- 1995-1996 Galatasaray Istanbul
- 1996-1997 Galatasaray Istanbul
- 1997-1998 Galatasaray Istanbul
- 1998-1999 Fenerbahçe Istanbul
- 1999-2000 Galatasaray Istanbul
- 2000-2001 Botaş SK Adana
- 2001-2002 Fenerbahçe Istanbul
- 2002-2003 Botaş SK Adana
- 2003-2004 Fenerbahçe Istanbul
- 2004-2005 Beşiktaş Istanbul
- 2005-2006 Fenerbahçe Istanbul
- 2006-2007 Fenerbahçe Istanbul
- 2007-2008 Fenerbahçe Istanbul
- 2008-2009 Fenerbahçe Istanbul
- 2009-2010 Fenerbahçe Istanbul
- 2010-2011 Fenerbahçe Istanbul
- 2011-2012 Fenerbahçe Istanbul
- 2012-2013 Fenerbahçe Istanbul
- 2013-2014 Galatasaray Istanbul
- 2014-2015 Galatasaray Istanbul
- 2015-2016 Fenerbahçe Istanbul
- 2016-2017 Université du Proche-Orient
- 2017-2018 Fenerbahçe Istanbul
- 2018-2019 Fenerbahçe Istanbul
- 2020-2021 Fenerbahçe Istanbul
- 2021-2022 Fenerbahçe Istanbul
- 2022-2023 Fenerbahçe Istanbul
- 2023-2024 Fenerbahçe Istanbul
- 2024-2025 Fenerbahçe Istanbul

## Bilan par club
| Club                        | Nombre de titres | Années |
| --------------------------- | ---------------- | --- |
| Fenerbahçe Istanbul         | 19               | 1999, 2002, 2004, 2006, 2007, 2008, 2009, 2010, 2011, 2012, 2013, 2016, 2018, 2019, 2021, 2022, 2023, 2024, 2025 |
| Galatasaray Istanbul        | 13               | 1988, 1990, 1991, 1992, 1993, 1994, 1995, 1996, 1997, 1998, 2000, 2014, 2015                                     |
| Beşiktaş Istanbul           | 3                | 1984, 1985, 2005                                                                                                 |
| ODTÜ Ankara                 | 3                | 1981, 1982, 1983                                                                                                 |
| Botaş SK Adana              | 2                | 2001, 2003 |
| MTA                         | 2                | 1986, 1987 |
| Université du Proche-Orient | 1                | 2017 |
| İÜSBK                       | 1                | 1989 |